# Carlotta Imping
Carlotta Imping (* 10. Dezember 2003 in Köln) ist eine deutsche Fußballspielerin, die seit 2014 dem 1. FC Köln angehört.

## Karriere

### Vereine
Imping begann in ihrer Geburtsstadt mit dem Fußballspielen. Ihr erster Verein war der im Stadtteil Neuehrenfeld ansässige SC West, bevor sie im Alter von elf Jahren in die D-Jugendmannschaft des im Stadtteil Müngersdorf ansässigen 1. FC Köln wechselte. Zuletzt und 27 Mal spielte sie von 2018 bis 2020 in der Staffel West/Südwest der B-Juniorinnen-Bundesliga, in der sie zwei Tore erzielte.
Zur Saison 2020/21 – 16-jährig in die zweite Mannschaft aufgerückt – kam sie für diese in der drittklassigen Regionalliga West in bislang 61 Punktspielen zum Einsatz, in denen sie vier Tore erzielte. Ihr Debüt im Seniorinnenbereich gab sie zum Saisonauftakt am 20. September 2020 beim 2:2-Unentschieden im Heimspiel gegen die SGS Essen als Einwechselspielerin in der 76. Minute. Nach sieben weiteren Saisonspielen, schlossen sich 27 weitere in der Folgesaison an; in dieser erzielte sie am 7. November 2021 (11. Spieltag) beim 5:0-Sieg im Heimspiel gegen Alemannia Aachen mit dem Treffer zum 2:0 in der 69. Minute ihr erstes von zwei Saisontoren. Als Meister aus dieser Spielklasse hervorgegangen, spielte sie in der Saison 2022/23 in der 2. Bundesliga. Auch in dieser Spielklasse gelangen ihr in 26 Punktspielen zwei Tore.
Im Juli 2023 unterzeichnete sie ihren ersten Profivertrag mit der in der Bundesliga spielenden ersten Mannschaft. Ihr Pflichtspieldebüt gab sie am 9. September 2023 in der 2. Runde des DFB-Pokalwettbewerbs. Beim 10:0-Sieg in Berlin-Steglitz über den SFC Stern 1900 griff sie mit Einwechslung für Anna Gerhardt ab der 73. Minute ins Spielgeschehen ein. Knapp zwei Monate später, am 5. November 2023, kam sie am 6. Spieltag in Nürnberg zu ihrem Bundesligadebüt. Beim 3:1-Sieg über den Aufsteiger 1. FC Nürnberg wurde sie in der 85. Minute erneut für Anna Gerhardt eingewechselt.

### Auswahlmannschaft
Imping kam als Spielerin der Auswahlmannschaft des Fußball-Verbandes Mittelrhein in den Altersklassen U14 (2016, 2017) und U16 (2019) in insgesamt neun Turnierspielen um den DFB-Länderpokal an der Sportschule Wedau in Duisburg zum Einsatz.

## Erfolge
- Meister Regionalliga West 2022 und Aufstieg in die 2. Bundesliga